# Primera B de Chile 1998
Primera B de Chile 1998 var den näst högsta divisionen för fotboll i Chile under säsongen 1998. Serien spelades mellan sexton lag, där alla lagen mötte varandra två gånger (en gång hemma och en gång borta) vilket gav totalt 30 omgångar. De två främsta lagen flyttades upp och lagen på plats tre och fyra gick till uppflyttningskval, medan det sista laget flyttades ner.

## Tabell
| Nr | Lag                       | S  | V  | O  | F  | GM | IM | MS  | P  |
| -- | ------------------------- | -- | -- | -- | -- | -- | -- | --- | -- |
| 1  | Cobresal                  | 30 | 19 | 8  | 3  | 79 | 22 | +57 | 65 |
| 2  | O'Higgins                 | 30 | 19 | 2  | 9  | 61 | 39 | +22 | 59 |
| 3  | Santiago Morning          | 30 | 17 | 7  | 6  | 40 | 23 | +17 | 58 |
| 4  | Unión Española            | 30 | 17 | 5  | 8  | 60 | 44 | +16 | 56 |
| 5  | Universidad de Concepción | 30 | 16 | 4  | 10 | 59 | 44 | +15 | 52 |
| 6  | Everton                   | 30 | 14 | 6  | 10 | 43 | 30 | +13 | 48 |
| 7  | Deportes Linares          | 30 | 12 | 8  | 10 | 47 | 52 | −5  | 44 |
| 8  | Deportes Melipilla        | 30 | 10 | 13 | 7  | 42 | 35 | +7  | 43 |
| 9  | Magallanes                | 30 | 10 | 10 | 10 | 37 | 41 | −4  | 40 |
| 10 | Unión San Felipe          | 30 | 11 | 2  | 17 | 40 | 65 | −25 | 35 |
| 11 | Deportes Ovalle           | 30 | 8  | 10 | 12 | 39 | 44 | −5  | 34 |
| 12 | Deportes Antofagasta      | 30 | 6  | 11 | 13 | 30 | 45 | −15 | 29 |
| 13 | Fernández Vial            | 30 | 5  | 12 | 13 | 36 | 53 | −17 | 27 |
| 14 | Deportes Arica            | 30 | 5  | 10 | 15 | 24 | 47 | −23 | 25 |
| 15 | Ñublense                  | 30 | 5  | 8  | 17 | 28 | 54 | −26 | 23 |
| 16 | Regional Atacama          | 30 | 3  | 10 | 17 | 23 | 50 | −27 | 19 |

## Uppflyttningskval
| Lag 1            | Totalt | Lag 2             | Match 1 | Match 2 |
| ---------------- | ------ | ----------------- | ------- | ------- |
| Santiago Morning | 3–1    | Provincial Osorno | 2–0     | 1–1     |
| Unión Española   | 4–7    | Coquimbo Unido    | 1–6     | 3–1     |